# ریچارد سوم، دوک نورماندی
ریچارد سوم (۱۰۰۱–۱۰۲۷) دوک نورماندی بود. حکومت کوتاه وی به مدت یک سال با شورش برادر کوچکترش روبر یکم آغاز و با مرگ وی پایان یافت.

## آغاز کار
ریچارد سوم پسر ارشد ریچارد دوم، دوک نورماندی و جودیت بریتانی بود. وی در حدود سال ۹۹۷ یا ۱۰۰۱ میلادی متولد شد، در حدود سال ۱۰۲۶، ریچارد توسط پدرش به فرماندهی ارتش بزرگی فرستاده شد تا شوهرخواهرش، رجینالد، بعدها کنت بورگوندی که در شالون-سور-سانه اسیر و زندانی شده بود را با حمله به اسقف و کنت هیو از شالون، نجات دهد مسافتی حدود ۲۵۰ مایل (۴۰۰ کیلومتر) از نورماندی فاصله داشت. تصرف قلعه Maymend توسط ریچارد سوم به اندازه‌ای کافی بود تا اسقف هوگو را متقاعد کند که تسلیم شده و رجینال را آزاد کند.
هنگامی که پدرش در اوت ۱۰۲۶ درگذشت، ریچارد سوم به عنوان دوک نورماندی جانشین وی شد. ریچارد سوم توسط تمامی بارون‌های نورماندی پذیرفته شد و مشکلات مانعی نشد که نقش جدید خود را به عنوان دوک قبول کند. ریچارد دوم به پسر کوچکتر خود، روبر، شهر اسکمس و شهرستان هایمویز داده بود. وقتی ریچارد سوم دوک شد، برادر کوچکترش روبر از این اتفاق راضی نبود. او به عموی خود روبر دوم، اسقف اعظم روآن. حمله کرد و شهر فالز را محاصره کرد. او همچنین توسط برادرش در قلعه محل حکومتش تا اواخر سال ۱۰۲۶ و اوایل ۱۰۲۷ تحت محاصره قرار گرفت. سرانجام ریچارد سوم محاصره را سپرد و دیوارهای قلعه را تخریب کرد و رابرت تسلیم شد و قول وفاداری داد. به محض اینکه ریچارد ارتش خود را منحل کرد و به پایتختش روآن بازگشت، به‌طور ناگهانی فوت کرد (برخی می‌گویند مرگ وی مشکوک بوده‌است) و دوک‌نشین به برادر کوچکترش روبر که با عنوان روبر یکم ششمین دوک نورماندی شد، رسید. رسید.

## ازدواج
در ژانویه سال ۱۰۲۷ با آدلای فرانسه دختر کوچکتر روبر دوم، پادشاه فرانسه و کنستانس آرل ازدواج کرد. پس از مرگ ریچارد سوم، آدلا با بالدوین پنجم، فرمانده فلاندرها ازدواج کرد. املاکی که به عنوان جهیزیه به عروس داده شد شامل شهر و بخش کنستانسن بود. با وجود این که او قبل از ازدواج با دختر پادشاه، ازدواج موقتی و فرزندی نیز به نام نیکلاس از این ازدواج داشت، اما پسر بلافاصله بعد از مرگ غیرمنتظره ریچارد سوم در ۵ یا ۶ اوت ۱۰۲۷ به صومعه در فکمپ فرستاده شد؛ و حکومت از نیکلاس به برادر کوچکتر ریچارد سوم، روبر رسید.